# NGC 4163
NGC 4163 (ook: NGC 4167) is een onregelmatig sterrenstelsel in het sterrenbeeld Jachthonden. Het hemelobject werd op 28 april 1785 ontdekt door de Duits-Britse astronoom William Herschel.

## Synoniemen
- UGC 7199
- MCG 6-27-26
- ZWG 187.20
- KUG 1209+364
- PGC 38881